# ادوارد آکروت
ادوارد آکروت (فرانسوی: Edward Akrout‎؛ زادهٔ ۲۷ سپتامبر ۱۹۸۲) هنرپیشه، هنرمند اهل فرانسه است. وی از سال ۲۰۰۸ میلادی تاکنون مشغول فعالیت بوده‌است. از فیلم‌ها یا برنامه‌های تلویزیونی که وی در آن نقش داشته‌است می‌توان به انقلاب: جاسوسان واشینگتن، رودن و تاب خوردن با فینکل‌ها اشاره کرد.